# Отеген-батыр
Отеген-Батыр (каз. Өтеген Батыр; 1699—1773 гг.) — казахский батыр, основатель подрода Озтемир (Темир) из рода жаныс племени Дулат Старшего жуза, защищавший земли Казахского ханства от джунгарских захватчиков в XVIII веке.
Дед Отегена по отцовской линии Сырымбет участвовал в Казахско-джунгарской войне: он был в отряде Салкама Жангира, который в 1635 году одержал победу над джунгарским ханом Батыром, дав отпор его 50-тысячному войску. По народной легенде, у его отца Отегула было 12 сыновей, которые умерли от чумы. Однажды к Отегулу во сне пришёл старец и предсказал, что у него родится ещё один сын, «который будет стоить двенадцати твоих погибших сыновей». В скором времени у его младшей жены Нурбалы родился сын, которого назвали Отеген.
С 15 лет Отеген начал принимать участие в войнах, показав себя в сражениях с джунгарами в Восточном Казахстане и Жетысу. По сведениям ряда исследователей, жил в Бухаре, Самарканде, Кабуле, Исфахане, Тегеране и в Стамбуле, где получил образование. За свою отважность и образованность Отеген стал близким соратником Абылай хана и Толе би.
В 1723 году Отеген принимал участия в сражениях с такими батырами, как Райымбек и Хангельды. В 1740 году присоединился к отряду Толе би в сражениях против джунгаров в районе реки Или. В 1756 году вступил в конфликт с Абылай-ханом по поводу установления перемирия с Китаем.
Согласно преданиям, во время одной из битв был взят в плен. Отегена отправили во Внутренний Китай и десять лет держали в колодках. Когда с пленника сняли колодки, посчитав, что сломили его волю, Отеген совершает побег, перебив стражников. Отеген возвращается домой кружным путём через китайские земли; по преданию, для того, чтобы вернуться в родные края, Отегену понадобилось 17 лет. 
Остаток жизни Отеген провёл на территории теперешнего Капшагая, где в итоге и был похоронен. Его могила находится на бугре, который теперь носит его имя. В 1973 году из-за угрозы затопления могилы водами Капчагайского водохранилища, останки Отеген-батыра были перезахоронены в Кордайском районе Жамбылской области. Над его могилой был установлен памятник.
Среди народа имя батыра стало легендарным. Одним из первых его воспевал дед Суюнбая, акын Кусен. По данным историка Делебаева, батыра так же воспевали такие акыны как Майкот и Тлемис. До сегодняшнего дня дошло произведение — дастан «Отеген-батыр», который исполнил Джамбул Джабаев. Помимо этого, данные об Отегене-батыре собирали такие литераторы, как С. Бегалин, К. Турганбаев, Е. Исмаилов, Н. С. Смирнова.

## Память
- Посёлок Энергетический Илийского района Алматинской области, переименован в Отеген-Батыр[6].
- В 2018 году в Илийском районе Алматинской области был установлен памятник Отеген-батыру[7].